# Die Teilung der Beute

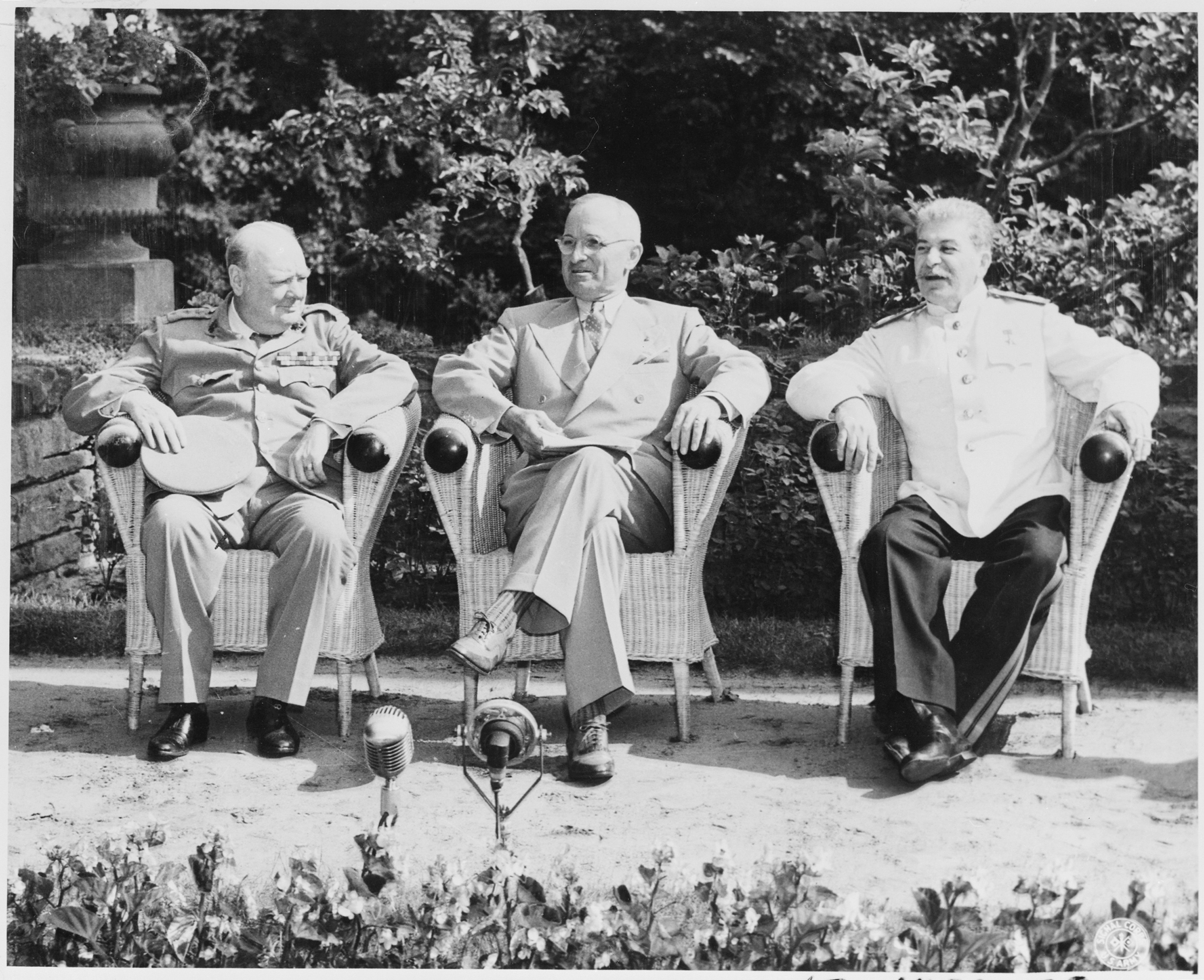
Zu Beginn der Potsdam-Konferenz: Winston Churchill, Harry S. Truman und Josef Stalin

Die Teilung der Beute: Die Potsdamer Konferenz 1945 (im US-amerikanischen Original Meeting at Potsdam) ist ein historisches Werk von Charles L. Mee aus dem Jahr 1975. Es handelt vom Verlauf der Potsdamer Konferenz.
Charles L. Mee beschreibt detailreich die Konferenz der drei Siegermächte vom Juli/August 1945. Besondere Aufmerksamkeit richtet er auf die Leichtfertigkeit, mit der die große Politik in Gestalt von Josef Stalin, Harry S. Truman und Winston Churchill bzw. im Verlauf Clement Attlee über das Schicksal ganzer Völker bestimmt. Während es vordergründig um eine friedliche Neuordnung Europas geht, bestimmen im Hintergrund nationale Interessen, Reparationszahlungen, Sachwerte, Territorialgewinne und der Kampf um Einflusssphären die Verhandlungen.
In Mees Werk werden die Bewegungen der Teilnehmer akribisch aufgelistet. Oft wird, immer gestützt auf Quellen wie Biographien und Gesprächsmitschriften, der Eindruck erweckt, der Bericht wurde von einem Allwissenden Erzähler geschrieben.

## Rezensionen
Der Historiker Barton J. Bernstein kritisiert den eklektischen Revisionismus des Buches und bemängelt, dass Mee diesen kontrovers diskutierten Untersuchungsgegenstand im Jahr 1945 beginnt und die Festlegungen und Diskussionen davor ausblende. Eine solche Untersuchung sollte auch nicht die Quellen falsch lesen und wichtige Manuskriptsammlungen ausblenden. Auch in der Populärwissenschaft wären Anekdoten und Übertreibungen kein Ersatz für sorgfältige Analyse.

## Ausgabe
- Charles L. Mee: Die Teilung der Beute. Die Potsdamer Konferenz 1945. Fritz Molden, Wien 1975, ISBN 3-453-48060-0 (englisch: Meeting at Potsdam. Übersetzt von Renata Mettenheimer).